# Kosten-Umsatz-Relation
Die Kosten-Umsatz-Relation (oder Kosten-Umsatz-Verhältnis) ist eine betriebswirtschaftliche Kennzahl, die den Anteil der Werbekosten an den Umsatzerlösen eines Unternehmens anzeigt.
Die Umsatzerlöse sind eine bei Kennzahlen häufig verwendete Größe, so etwa bei der Materialaufwandsquote oder der Personalaufwandsquote. Bei Unternehmen mit hoher Werbeintensität macht es Sinn, die Werbekosten für eine Kennzahl heranzuziehen. Anders als die Bezeichnung „Kosten-Umsatz-Relation“ suggeriert, werden nicht die Gesamtkosten, sondern lediglich die Kostenart „Werbekosten“ ins Verhältnis zum Umsatz gesetzt.
Die durch Werbung ausgelösten Werbekosten sollen dazu beitragen, dass Produkte oder Dienstleistungen durch Verbesserung ihres Bekanntheitsgrades (Erhöhung der Markttransparenz) erstmals oder intensiver (Erhöhung der Kaufintensität) verkauft werden und damit die Umsatzerlöse steigern.

## Ermittlung
Die Kosten-Umsatz-Relation {\displaystyle KUR} ergibt sich durch Gegenüberstellung der Werbekosten {\displaystyle WK} mit den Umsatzerlösen {\displaystyle U}:
{\displaystyle KUR={\frac {WK}{U}}\cdot 100\%}.
Je höher die Kosten-Umsatz-Relation ist, umso mehr Werbeaufwand ist zur Erzielung dieses Umsatzes erforderlich. Erfahrungsgemäß ist die Kosten-Umsatz-Relation bei der Markteinführung eines Produktes am höchsten, sinkt bei Sättigung und nimmt bei Marktsättigung wieder zu.

## Wirtschaftliche Aspekte
Die Kosten-Umsatz-Relation ist eine der wichtigsten Kennzahlen im Direktversand und Onlinehandel. Da Werbung für gerade marktreife Produkte bereits lange vor deren Markteinführung betrieben werden muss, werden die Umsatzerlöse bereits eingeführter Produkte (Cashcows) mit Werbekosten belastet, die nicht für deren Verkauf vorgesehen sind. Schwierigkeiten ergeben sich bei Mehrproduktunternehmen, wenn auf einzelne Produkte ein höherer Werbekostenanteil entfällt als auf andere Produkte.
Die Kosten-Umsatz-Relation kann auch im Hinblick auf die Messung der Werbewirkung für eine bestimmte Werbekampagne ermittelt werden. Dann wird der für diese Werbekampagne vorgesehene Werbeetat den späteren Grenzerlösen gegenübergestellt, die durch diese Werbekampagne generiert wurden. Allerdings ist hier analytische Vorsicht wegen Multikausalität geboten, weil eine Umsatzsteigerung nicht nur aufgrund positiver Werbewirkung, sondern beispielsweise auch durch die Preispolitik oder geändertem Konsumverhalten ausgelöst werden kann.
Der Deckungsbeitrag ist eine vom Nettoumsatz und den Werbekosten abhängige Größe. Eng verwandt mit der Kosten-Umsatz-Relation ist der Return on Investment, der als Kehrwert interpretiert werden kann.